# تيتي كستنائي البطن
تيتي كُستنائي البطن (الأسم العلمي: Plecturocebus caligatus) هي نوع من قرود التيتي قرود العالم الجديدة ، مستوطنة في البرازيل. تم وصفه في الأصل باسم Callicebus caligatus في عام 1842.